# Sun Jian
Sun Jian (孫堅) (156-191), æresnavn: Wentai (文台), var en krigsherre fra Jiang Dong, den sydøstlige del af Kina, det senere Wu rige. Det siges at han nedstammede fra den legendariske strateg Sun Tzu, forfatter til Krigskunsten, og fik øgenavnet Tigeren fra Jiang Dong (江东猛虎).
Da han var 17 år gammel vandt Sun Jian anerkendelse. Mens han var ude og sejle med sin far stødte de på nogle pirater, som var ved at dele deres nyligt røvede bytte. Sun Jian stormede frem til rorbænken med sit sværd og vinkede sine hænder øst og vest som om han signalerede til en deling soldater som var ved at omringe sørøverne. Sørøverne så ham og troede at statstropper var kommet for at arrestere dem. De glemte alt om deres bytte og flygtede. Sun Jian forfulgte dem og vendte først tilbage efter at have taget en pirats hoved.
Han kæmpede mod Gule Turban opstanden og mod Dong Zhuo da denne tog kontrol over hoffet. I kampen mod Dong Zhuo tog han Dong Zhuo's stærke general Hua Xiongs hoved, selvom romanen Beretningen om de tre kongedømmer (Romance of the Three Kingdoms) skriver at Guan Yu gjorde det.
Efter Dong Zhuo's død stjal Sun Jian det kejserlige segl og flygtede sydpå, hvor han blev stoppet af Liu Biao. Sun Jian brød gennem fjendehæren og førte senere et angreb på Liu Biao i Jingzhou. Liu Biao sendte sin general Huang Zu mod ham, Sun Jian besejrede dog også ham, og forfulgte hans hær over Han Floden hvor han blev knust af mange træstammer, som blev rullet ud over den kløft, hvor han befandt sig.
1. ↑  Navnet er anført på engelsk og stammer fra Wikidata hvor navnet endnu ikke findes på dansk.
2. ↑  Navnet er anført på engelsk og stammer fra Wikidata hvor navnet endnu ikke findes på dansk.
3. ↑  Navnet er anført på engelsk og stammer fra Wikidata hvor navnet endnu ikke findes på dansk.
4. ↑  Navnet er anført på engelsk og stammer fra Wikidata hvor navnet endnu ikke findes på dansk.
5. ↑  Navnet er anført på engelsk og stammer fra Wikidata hvor navnet endnu ikke findes på dansk.
6. ↑  Navnet er anført på engelsk og stammer fra Wikidata hvor navnet endnu ikke findes på dansk.
7. ↑  Navnet er anført på engelsk og stammer fra Wikidata hvor navnet endnu ikke findes på dansk.